# Pauline Schmitt-Pantel
Pauline Schmitt-Pantel, née le 6 novembre 1947 à Vialas, est une historienne et helléniste française, professeure émérite d'histoire grecque à l'université Paris-1 Panthéon-Sorbonne et membre de l'équipe de recherche ANHIMA (ANthropologie et HIstoire des Mondes Antiques). Elle se spécialise dans l'étude de l'histoire du genre, dans l'histoire des mœurs et du politique dans les cités grecques ainsi que dans les questions de religion grecque. Elle fait partie du comité scientifique de la revue Clio.

## Formation
Titulaire d'une maîtrise d'histoire grecque, Pauline Schmitt-Pantel obtient son agrégation en 1969 et enseigne l'histoire-géographie au lycée Simone-Weil de Saint-Étienne et au lycée Jean-Baptiste-Corot à Savigny-sur-Orge.

### Carrière universitaire
Assistante d'histoire ancienne à l'université Paris VII Jussieu en 1971, elle devient par la suite maître de conférences de 1977 et le reste jusqu'en 1985 (ou 1987?). Elle soutient sa thèse à l'université de Lyon II, intitulée La cité au banquet, histoire des banquets publics dans les cités grecques. De 1988 à 1997, elle est professeur d'histoire grecque à l'université de Picardie puis, de 1997 à 2010, à l'université Paris-1 Panthéon-Sorbonne. En 2001, elle fonde le groupe de recherche "Phéacie", qui regroupe plusieurs universités sur les recherches en histoire et anthropologie de l'Antiquité, avant de prendre sa retraite en 2010.
Elle est l’épouse de l’historien Jean-Claude Schmitt.

## Publications (sélection)
- Histoire des femmes en Occident (vol. I) sous la direction de Georges Duby & Michelle Perrot, Paris, Plon, 1991.
- La cité au banquet, histoire des repas publics dans les cités grecques, Rome-Paris, BEFAR no 157, 1997 (1re éd. : 1992).
- avec F. de Polignac (éd.), Athènes et le Politique, Paris, Albin Michel, 2000.
- Avec Louise Bruit-Zaidman, Gabrielle Houbre et Christiane Klapisch-Zuber (éd.), Le corps des jeunes filles, de l’Antiquité à nos jours, Paris, Perrin, 2001.
- Avec Claude Orrieux, Histoire grecque, Paris, PUF, coll. Quadrige, 2004.
- Avec L. Bruit Zaidman, La religion grecque, Paris, Armand Colin, coll. Cursus, 2007 (4e éd.).
- Dieux et déesses de la Grèce expliqués aux enfants, Paris, Seuil, coll. Expliqué à, 2008.
- Aithra et Pandora. Femmes, Genre et Cité en Grèce ancienne, Paris, Éditions L'Harmattan, coll. « La bibliothèque du féminisme », 2009.
- Hommes illustres. Mœurs et Politique à Athènes au Ve siècle, Aubier, Paris, 2009.
- Histoire des mythes grecs. Un cours particulier de Pauline Schmitt Pantel, Vincennes, Frémeaux & Associés, coll. « PUF / Frémeaux & Associés », coffret 4 CD, juillet 2015.
- Une histoire personnelle des mythes grecs, Paris, PUF, janvier 2016.

Une liste complète des publications et des articles de cette historienne se trouve à la fin de cet ouvrage, publié en son hommage .